# Ли Джонсок
Ли Джонсок (кор. 이종석?, 李鐘奭?, англ. Lee Jong-suk; род. 14 сентября 1989, Йонъин, Кёнгидо) — южнокорейский актёр и модель. Известен ролями в телесериалах «Я слышу твой голос», «Доктор чужестранец», «Пиноккио», «W: Меж двух миров», «Пока ты спишь», «Гимн смерти», «Фея тяжёлой атлетики Ким Пок Джу», «Болтун» и других, а также отрицательной ролью в полнометражном кинофильме «VIP».  В 2005 году Ли Джонсок дебютировал в качестве подиумной модели, став самым молодым мужчиной-моделью, когда-либо участвовавшим в Сеульской неделе моды.
3 января 2024 года Ли Джонсок подписал эксклюзивный контракт с агентством Ace Factory.

## Образование
Ли специализировался в области профессионального кино и искусства в университете Университет Конкук. Он окончил университет в 2016 году.

## Карьера

### 2005—2010: Начало карьеры
В 15 лет Ли начал карьеру в качестве модели в Seoul Collection, тем самым он стал самым молодым дебютантом, из всех принимавших участие в программе Seoul Collection. Позднее он многократно участвовал в показах.
В течение трех месяцев Ли тренировался, чтобы стать айдолом и даже подписал контракт с агентством, в котором планировал дебютироваться. Однако, когда агентство нарушило свою обещание способствовать дебюту Ли Джонсока одновременно как айдола, так и певца, он принял решение покинуть данное агентство. Будучи в средней школе он принял участие в отборе актеров на канале SBS.
В 2010 году Ли Джон Сок дебютировал в качестве актера в сериале "Очаровательный прокурор". Также в этом году актер дебютировал на большом экране в фильме "Призрак".

### 2010—2013: Рост популярности и прорыв
Ли начал набирать свою популярность после исполнения второстепенной роли в сериале Таиственный сад, в которой исполнил роль талантливого композитора. В 2011 году Ли Джонсок снялся в третьем сезоне сериала Высокий Удар, что сделало его еще более узнаваемым. Также Ли принял участие в фильме Взвейся в небо.
Решающей ролью в карьере актера стала роль школьника с темным прошлым в сериале Школа 2013, в котором он снялся вместе со своим приятелем Ким У Бином. За эту роль получил свою первую награду за актерскую деятельность.
Благодаря своему успеху в проекте Школа 2013 Ли Джонсок получил главную роль в сериале Я слышу твой голос, в котором снялся вместе с Ли Боён. В сериале он сыграл молодого человека по имени Пак Суха, который способен слышать мысли людей. Изначально задумывалось 16 серий, но из-за колоссального успеха было принято решение продлить сериал на 2 серии. Позднее Ли Джонсок снялся в фильмах Не дыша вместе с Со Ингуком и в «Читающий лица».

### 2014—настоящее время: популярность
В 2014 году Ли снялся в сериале «Горячая кровь юности», а также в успешном сериале «Доктор чужестраннец», в котором сыграл искусного доктора, который по стечению обстоятельств оказывается в Северной Корее, но после ему удается оттуда сбежать. Сериал получил колоссальный успех в Китае и набрал около 400 миллионов просмотров. Также Ли Джонсок снялся в сериале «Пиноккио» вместе с Пак Синхе. Благодаря проектам «Доктор чужестраннец» и «Пиноккио» Ли Джонсок получил ряд престижных наград и стал самым молодым актером, который выиграл в номинации «Актер года» на 27-й премии Grimae Awards.
В 2015 году Ли Джонсок снялся в своем первом китайском сериале «Нефритовые Возлюбленные». За свой успех в Китае Ли был удостоен воскорой фигуры в Гонконгском музее Мадам Тюссо.
В 2016 году Ли Джонсок вернулся на малые корейские экраны в фантастическом сериале W: Меж двух миров.
В 2017 году Ли снялся в криминальном фильме V.I.P., в котором впервые сыграл отрицательного персонажа. В этом же году он снялся в сериале «Пока ты спишь».
В 2018 году Ли снялся в 3-серийном сериале «Гимн смерти».
В 2019 году Ли Джонсок снялся в романтическом сериале «Романтическое приложение».
В 2021 году после завершения военной службы Ли вернулся на экраны в проекте «Ведьма», а позднее получил одну из главных ролей в сериале «Децибел».
В 2022 году Ли снялся в проекте «Болтун». Также в этом году Ли организовал фан-встречу «RE, JONG SUK».
В 2024 году вернулся на большие экраны в фильме "Сюжет", где исполнил эпизодическую роль с целью поддержать своего коллегу Кан Дон Вона .

## Личная жизнь
Ли Джонсок дружит с коллегой-моделью, актером и партнером по сериалу «Школа 2013» Ким Убином, которого он знает еще со времен их модельной карьеры.
31 декабря 2022 года были раскрыты его отношения с певицей и актрисой, IU . Пара состоит в отношениях с августа 2022 года.
Он являлся владельцем кафе-ресторана 89Mansion. Кафе закрылось 14 сентября 2020 года из-за последствий пандемии коронавируса.

### Военная служба
Ли Джонсок начал обязательную военную службу 8 марта 2019 года. Он был признан непригодным для призыва на действительную военную службу в результате автомобильной аварии, когда ему было 16 лет, и он порвал переднюю крестообразную связку. Таким образом, он утверждён для работы на государственной службе.  Ли Джонсок был демобилизован 2 января  2021 года.

### Благотворительность
7 марта 2022 года Ли Джонсок сделал пожертвование в размере 100 миллионов вон в Hope Bridge Disaster Relief Association с целью помочь жертвам массового природного пожара в Ульджине, Кёнбуке, Самчхоке и Ганвоне.

## Фильмография

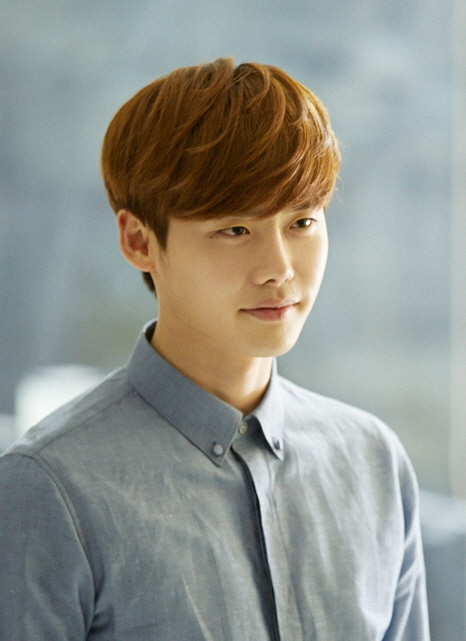
Ли в 2015 году

### Телесериалы
| Год       | Название                             | Роль                     | Телеканал | Примечание                            |
| --------- | ------------------------------------ | ------------------------ | --------- | ------------------------------------- |
| 2010      | Очаровательный прокурор              | Ли У Хюн                 | SBS       |                                       |
| 2010      | Таинственный сад                     | Хан Тэ Сан               | SBS       | Роль второго плана                    |
| 2011      | Неудержимый пинок 3: Месть коротышки | Ан Джон Сук              | MBC       |                                       |
| 2012      | Школа 2013                           | Го Нам Сун               | KBS       | Одна из главных ролей                 |
| 2012      | Когда я была прекрасной              | Юн Чжон Хёк              | KBS2      |                                       |
| 2013      | Я слышу твой голос                   | Пак Су Ха                | SBS       | Главная мужская роль                  |
| 2013      | Potato Star 2013QR3                  | Джон Сук                 | tvN       | Камео в 15 серии                      |
| 2014      | Доктор чужестранец                   | Пак Хун                  | SBS       | Главная мужская роль                  |
| 2014—2015 | Пиноккио                             | Чхве Даль По / Ки Ха Мён | SBS       | Главная мужская роль                  |
| 2016      | W: Меж двух миров                    | Кан Чоль                 | MBC       | Главная мужская роль                  |
| 2016      | Фея тяжёлой атлетики Ким Бок Чжу     | Jong-suk                 | MBS       | Камео во 2 серии                      |
| 2016      | Звёздная ночь Го Хо                  | Song Dae-ki              | Sohu      | Камео                                 |
| 2017      | Пока ты спишь                        | Чон Джэчхан              | SBS       | Главная мужская роль                  |
| 2018      | Хвала смерти                         | Ким У Чжин               | SBS       | Главная мужская роль                  |
| 2019      | Роман в придачу                      | Чха Ын Хо                | tvN       | Главная мужская роль                  |
| 2019      | Нефритовые возлюбленные              | Бай Луо Хан              | Youku     | Главная мужская роль, сериал не вышел |
| 2022      | Болтун                               | Пак Чан Хо               | tvN       | Главная мужская роль                  |

### Фильмы
| Год  | Название            | Роль                  | Кинокомпания             | Примечание             |
| ---- | ------------------- | --------------------- | ------------------------ | ---------------------- |
| 2005 | Sympathy            | Ли Хан Соль           | CJ Capital Investment    | короткометражный фильм |
| 2010 | Призрак             | Бэк Хён Ук            | CJ Entertainment         |                        |
| 2012 | Как Один            | Чхве Кён Суб          | CJ Entertainment         | Второстепенная роль    |
| 2012 | Возвращение на базу | лейтенант Джи Сок Хён | CJ Entertainment         |                        |
| 2013 | Читающий лица       | Джин Хён              | Showbox                  |                        |
| 2013 | Не дыша             | У Сан                 | 9ers Entertainment       | Одна из главных ролей  |
| 2014 | Бурлящая молодость  | Ён Гиль               | Lotte Entertainment      | Одна из главных ролей  |
| 2017 | V.I.P.              | Ким Кван Иль          | Warner Bros. Pictures    | Главная роль           |
| 2022 | Ведьма 2            | камео                 | Next Entertainment World | Гостевая роль          |
| 2022 | Децибел             | Джон Тэ Сон           | Mindmark                 | Одна из главных ролей  |
| 2024 | Сюжет               | Коллега               | Zip Cinema               | Гостевая роль          |

### Появления в клипах знаменитостей
- 2NE1 — I Don´t Care
- CHI-CHI — Don’t Play Around
- Jung Yup — My Valentine
- Nicole Jung — Lost (feat. Jinwoon of 2AM)
- DAVICHI — Love is

## Дискография
| Название | Год  | Позиция в чартах | Продажи | Альбом              |
| --- | ---- | ---------------- | ------- | ------------------- |
| Come to me (내게 와)                                                                                              | 2017 | —                | —       | OST к Пока ты спишь |
| Would You Know (그대는 알까요)                                                                                    | 2017 | —                | —       | OST к Пока ты спишь |
| — указывает на то, что саундтрек не занял высокую позицию в чартах и/или не был выпущен в рассматриваемом регионе |      |                  |         |                     |

## Призы и награды

### Награды за участие в съемках и модных показах
| Название                                     | Год  | Номинация                                               | Номинант/работа                                  | Результат |
| A-Awards                                     | 2022 | A-Awards – Charisma                                     | Большая мышь                                     | Победа    |
| APAN Star Awards                             | 2013 | Excellence Award, Actor                                 | Я слышу твой голос                               | Номинация |
| APAN Star Awards                             | 2013 | Best Couple Award                                       | Ли Джонсок вместе с Ли Боён в Я слышу твой голос | Победа    |
| APAN Star Awards                             | 2016 | Top Excellence Award, Actor in a Miniseries             | W                                                | Номинация |
| APAN Star Awards                             | 2016 | Best Couple Award                                       | Ли Джонсок вместе с Хан Хёджу в W                | Номинация |
| APAN Star Awards                             | 2018 | Top Excellence Award, Actor in a Miniseries             | Пока ты спишь                                    | Номинация |
| APAN Star Awards                             | 2018 | K-Star Award                                            | Пока ты спишь                                    | Номинация |
| Asia Model Awards                            | 2014 | Model Star Award                                        | Ли Джонсок                                       | Won       |
| Baeksang Arts Awards                         | 2012 | Best Male Variety Performer                             | Неудержимый пинок 3: Месть коротышки             | Номинация |
| Baeksang Arts Awards                         | 2012 | Most Popular Actor – Television                         | Неудержимый пинок 3: Месть коротышки             | Номинация |
| Baeksang Arts Awards                         | 2014 | Best Actor – Television                                 | Я слышу твой голос                               | Номинация |
| Baeksang Arts Awards                         | 2015 | Most Popular Actor – Television                         | Пиноккио                                         | Won       |
| Grand Bell Awards                            | 2014 | Most Popular Actor                                      | Бурлящая молодость                               | Номинация |
| Grimae Awards                                | 2014 | Best Actor                                              | Пиноккио                                         | Won       |
| KBS Drama Awards                             | 2012 | Best New Actor                                          | Школа 2013                                       | Won       |
| KBS Drama Awards                             | 2012 | Netizen Award, Actor                                    | Школа 2013                                       | Номинация |
| Korea Brand Stars                            | 2015 | Grand Prize (Daesang)                                   | Ли Джонсок                                       | Won       |
| Korea Drama Awards                           | 2013 | Excellence Award, Actor                                 | Я слышу твой голос                               | Won       |
| Korea Drama Awards                           | 2013 | Best Couple Award                                       | Ли Джонсок вместе с Ли Боён в Я слышу твой голос | Won       |
| Korea Drama Awards                           | 2014 | Top Excellence Award, Actor                             | Доктор-чужестраннец                              | Номинация |
| Korea Drama Awards                           | 2015 | Top Excellence Award, Actor                             | Пиноккио                                         | Won       |
| Korean Culture and Entertainment Awards      | 2013 | Top Excellence Award, Actor                             | Я слышу твой голос                               | Won       |
| Korean Culture and Entertainment Awards      | 2013 | Hallyu Grand Award                                      | Я слышу твой голос                               | Won       |
| MBC Drama Awards                             | 2016 | Grand Prize (Daesang)                                   | W                                                | Won       |
| MBC Drama Awards                             | 2016 | Top Excellence Award, Actor in a Miniseries             | W                                                | Won       |
| MBC Drama Awards                             | 2016 | Best Couple Award                                       | Ли Джонсок вместе с Хан Хёджу в W                | Won       |
| MBC Drama Awards                             | 2022 | Grand Prize (Daesang)                                   | Большая мышь                                     | Won       |
| MBC Drama Awards                             | 2022 | Best Couple Award                                       | Ли Джонсок вместе с Им Юна в Большой Мыше        | Won       |
| Mnet 20's Choice Awards                      | 2012 | 20's Drama Star – Male                                  | Ли Джонсок                                       | Номинация |
| SBS Drama Awards                             | 2013 | Excellence Award, Actor in a Miniseries                 | Я слышу твой голос                               | Won       |
| SBS Drama Awards                             | 2013 | Netizen Popularity Award                                | Я слышу твой голос                               | Номинация |
| SBS Drama Awards                             | 2013 | Top 10 Stars                                            | Я слышу твой голос                               | Won       |
| SBS Drama Awards                             | 2013 | Best Couple Award                                       | Ли Джонсок вместе с Ли Боён в Я слышу твой голос | Номинация |
| SBS Drama Awards                             | 2014 | Top Excellence Award, Actor in a Drama Special          | Пиноккио                                         | Номинация |
| SBS Drama Awards                             | 2014 | SBS Special Award                                       | Пиноккио, Доктор-чужестраннец                    | Won       |
| SBS Drama Awards                             | 2014 | Netizen Popularity Award                                | Пиноккио, Доктор-чужестраннец                    | Номинация |
| SBS Drama Awards                             | 2014 | Best Couple Award                                       | Ли Джонсок вместе с Пак Синхе в Пиноккио         | Won       |
| SBS Drama Awards                             | 2014 | Top 10 Stars                                            | Пиноккио, Доктор-чужестраннец                    | Won       |
| SBS Drama Awards                             | 2017 | Grand Prize (Daesang)                                   | Пока ты спишь                                    | Номинация |
| SBS Drama Awards                             | 2017 | Top Excellence Award, Actor in Wednesday-Thursday Drama | Пока ты спишь                                    | Won       |
| SBS Drama Awards                             | 2017 | Best Couple Award                                       | Ли Джонсок вместе с Сьюзи в Пока ты спишь        | Won       |
| Seoul International Drama Awards             | 2014 | People's Choice Actor                                   | Я слышу твой голос                               | Номинация |
| SMART Model Contest                          | 2006 | Most Photogenic Award                                   | Ли Джонсок                                       | Won       |
| South Korean Superstar Selection Competition | 2005 | Star of New Advertising Models                          | Ли Джонсок                                       | Won       |
| Style Icon Awards                            | 2011 | SIA's Choice Award                                      | Ли Джонсок                                       | Won       |
| Style Icon Awards                            | 2013 | The 21st Century Gentleman                              | Я слышу твой голос                               | Won       |
| Style Icon Awards                            | 2014 | Top 10 Style Icons                                      | Ли Джонсок                                       | Номинация |

### Государственные награды
| Страна/организация | Год  | Название                 |
| ------------------ | ---- | ------------------------ |
| Южная Корея        | 2015 | Награда Премьер-Министра |

### Рейтинговые списки
| Журнал | Год  | Рейтинг                  | Место |
| ------ | ---- | ------------------------ | ----- |
| FORBES | 2015 | KOREA POWER CELEBRITY 40 | 12    |
| FORBES | 2023 | KOREA POWER CELEBRITY 40 | 22    |